# ريبيكا الكسندر
ريبيكا الكسندر (بالإنجليزية: Rebecca Alexander)‏ هي كاتِبة أمريكية، ولدت في 4 فبراير 1979 في بيركيلي في الولايات المتحدة.